# Казалуче
Казалуче (итал. Casaluce) је насеље у Италији у округу Казерта, региону Кампанија.
Према процени из 2011. у насељу је живело 9969 становника. Насеље се налази на надморској висини од 27 м.

## Становништво
| 1951. | 1961. | 1971. | 1981. | 1991. | 2001. | 2011.  |
| ----- | ----- | ----- | ----- | ----- | ----- | ------ |
| 4.844 | 5.320 | 5.669 | 6.902 | 8.895 | 9.567 | 10.001 |